# Проблема Геттиера
Проблема Геттиера, также проблема Гетье — это проблема, которая ставит под сомнение традиционный подход философии к пониманию знания. В рамках традиционного подхода философии, знание — это истинное и обоснованное мнение.
В своей статье «Является ли знанием истинное и обоснованное мнение?» 1963 года, которая состояла всего из трех страниц, Эдмунд Геттиер описывает проблемы, в которых мнение человека является верным и подтвержденным некоторыми доказательствами, но при этом, в строгом смысле, не является знанием.

## История
Вопрос о знании существует с тех пор, как появилась сама философия. Самым первым этот вопрос был поднят Платоном. Геттиер не был первым, кто поднял эту проблему в философии, ранее её упоминали Алексиус Майнонг и Бертран Рассел. По Платону необходимо соблюдать три условия знания — тройственная теория знания, из которой следует что знание — это истинное и обоснованное мнение. Существует три условия тройственной теории знания: мнение, истина, обоснование.

## Контрпримеры
Аргумент Геттиера против традиционного подхода к пониманию знания, представляет собой два контрпримера, которые показывают нам, что если у кого-либо есть истинное и обоснованное мнение, то оно может вовсе не являться знанием.
Должна присутствовать определенная совокупность условий, необходимых и достаточных для того, чтобы знание получить:
{\displaystyle S} знает, что {\displaystyle P} тогда и только тогда, когда
1. {\displaystyle P} истинно,
2. {\displaystyle S} уверен в том, что {\displaystyle P},
3. {\displaystyle S} имеет право быть уверенным в том, что {\displaystyle P} истинно.

Именно это утверждение и подвергается критике.

### Пример 1
Случай некоего Смита и Джонса, которые ищут определенную должность. Смит знает от главы компании, что в кармане Джонса 10 монет и что именно Джонс получит должность.
Геттиер пишет, что из этого Смит делает вывод о том, что у человека, который получит должность, в кармане будет лежать 10 монет. Смит убежден в истинности сделанного им вывода, так как сам недавно пересчитал монеты в кармане Джонса. Хитрость заключается в том, что слова главы компании являются неверными и на работу берут Смита, (но при этом вывод Смита является верным) и у Смита в кармане находится 10 монет (о чем он не подозревал). Из этого следует, что верование Смита о том, что работу получит человек с 10 монетами, оказалось истинным, но это никак не может являться знанием. Таким образом, основываясь на Геттиера, Смит не обладает знанием, обладая при этом истинным и обоснованным мнением.

### Пример 2
Смит имеет основания для того чтобы утверждать, что у Джонса есть «Форд». Смит в этом уверен, так как он помнит, что у Джонса всегда был «Форд», и Джонс только что предложил подвезти Смита, сидя за рулем «Форда». Теперь, предположим, что у Смита есть друг — Браун, и Смит предполагает, что Браун сейчас в Барселоне (никаких обоснований для этого не имея). Из чего делает выводы: либо у Джонса есть «Форд», либо  Браун в Барселоне. Хитрость заключается в том, что у Джонса нет «Форда» — он взял его напрокат, а Браун по чистой случайности оказался в Барселоне. Опять же мнение о том, что Браун в Барселоне было истинным, но не является знанием.

## Выводы
Субъект может обладать истинным убеждением, и у него могут быть достаточно хорошие основания придерживаться его, но при этом у него может не быть знания. Рассмотрев два контрпримера, Геттиер показал, что тройственная теория знания является ошибочной. Примеры различаются небольшими деталями, но они имеют и общее. Есть вероятность ошибки при наличии обоснования (мнение может быть ошибочным). У Геттиера мнение получает обоснование, но при этом играет роль фактор случайности.

## Разрешение проблемы Геттиера
Существует четыре теории, которые могут скорректировать тройственную теорию знания:
1. Некоторое условие, которое говорит о том, что ложного мнения не существует;
2. Наличие взаимосвязи между мнением и знанием;
3. Некоторое условие, которое говорит о том, что всякое мнение должно быть подкреплено абсолютно точной причиной;
4. Некоторое «условие оспоримости» — мнение будет считаться знанием, пока не существует такого обоснования, которое могло бы указать на обратное.